# الکپورت (آیووا)
الکپورت (به انگلیسی: Elkport) شهری در ایالت آیووا کشور ایالات متحده آمریکا است که جمعیت آن در سرشماری سال ۲۰۱۰ میلادی، ۳۷ نفر بوده‌است.